# 埃塞拉科特
埃塞拉科特（法語：Essey-la-Côte，法語發音：[esɛ la kot]）是法国默尔特-摩泽尔省的一个市镇，属于吕内维尔区。

## 地理
埃塞拉科特（48°25'28"N, 6°28'5"E）面积6.6 平方千米，位于法国大東部大區默尔特-摩泽尔省，该省份为法国东北部内陆省份，是洛林的一部分，北邻比利时、卢森堡，北起顺时针与摩泽尔省、下莱茵省、孚日省和默兹省接壤。
与埃塞拉科特接壤的市镇（或旧市镇、城区）包括：吉里维莱、圣布安、韦讷泽、达马奥布瓦、阿延维尔。

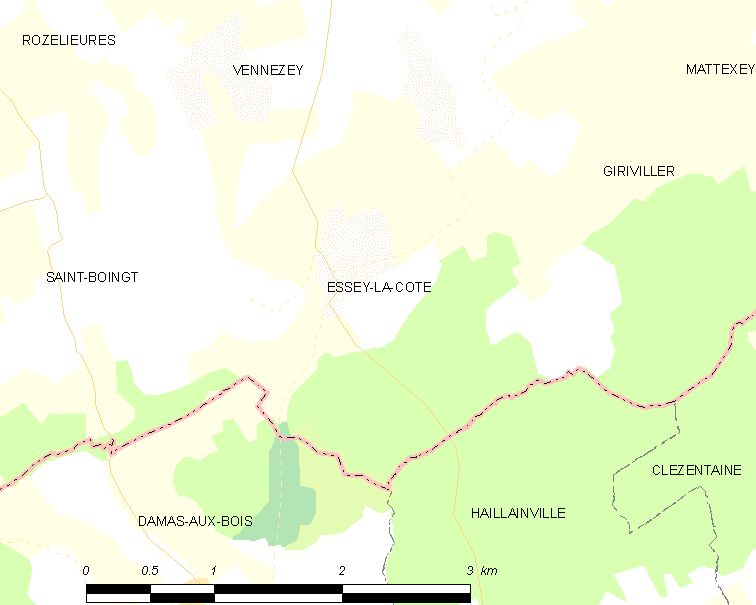
埃塞拉科特的OSM定位图

埃塞拉科特的时区为UTC+01:00、UTC+02:00（夏令时）。

## 行政
埃塞拉科特的邮政编码为54830，INSEE市镇编码为54183。

## 政治
埃塞拉科特所属的省级选区为吕内维尔第二县。

## 人口

1962-2008年间埃塞拉科特人口变化图示

埃塞拉科特于2022年1月1日时的人口数量为75人。